# Guerra de las Arenas
La Guerra de las Arenas (en árabe: حرب الرمال, en francés: Guerre des Sables) fue un conflicto militar entre Marruecos y Argelia que se inició en octubre de 1963. Tras varios meses de incidentes fronterizos, la guerra abierta estalló en la región argelina de Tinduf y Hassi Beida y posteriormente se extendió a Figuig en Marruecos. La lucha entre ambos países finalizó el 5 de noviembre, logrando así la Organización para la Unidad Africana un alto el fuego el 20 de febrero de 1964, dejando las fronteras sin cambios.

## Antecedentes

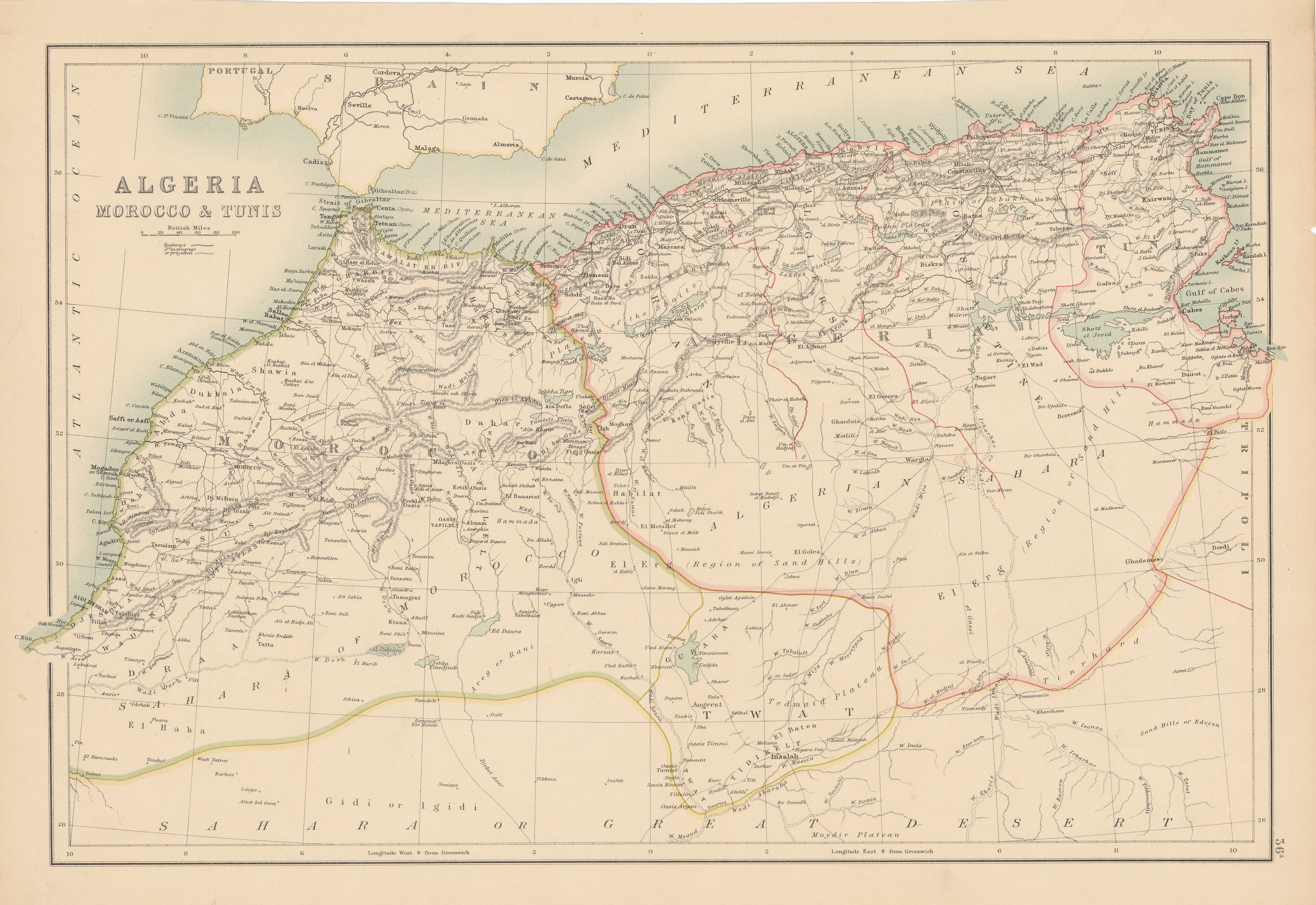
El Magreb en la segunda mitad del

Varios son los factores que contribuyeron al estallido del conflicto entre Marruecos y Argelia, incluida la falta de un acuerdo de demarcación precisa de las fronteras entre ambos países. El Tratado de Lalla Mughnia el 18 de marzo de 1845, que establece la frontera entre Marruecos y la Argelia francesa, estipula que es un «territorio seco, inhabitable y su delineación es superflua». Esta frontera dibujada representaba solo 150 km, comenzando desde el Mar Mediterráneo en el norte hasta la ciudad marroquí de Figuig al sur. El resto son frontera delimitadas por las diferentes tribus pertenecientes a cada uno de los países.
Tras la ocupación de Marruecos en 1912 , la administración francesa decidió estabilizar las fronteras entre los dos países, sin embargo estas fronteras variaban de un mapa a otro debido a su mala definición (la Línea Varnier 1912 y la Línea Trincke 1938). El descubrimiento de minas de hierro y manganeso en la región hizo que Francia decidiera en 1950 examinar la demarcación de las fronteras e incluir Tinduf y Colomb Béchar en las provincias francesas de Argelia.
Desde la independencia en 1956, Marruecos reclama la soberanía sobre estos territorios, así como sobre otros, siempre bajo el prisma no histórico ni mucho menos político, si no de la ambición del nacionalismo latente y su grial "Gran Marruecos". Para poner fin al apoyo de Marruecos al Frente de Liberación Nacional Argelino, Francia propone el principio de "restitución" de estos territorios contra el establecimiento de una "organización común de las regiones del Sáhara" (OCRS), encargada de explotar los depósitos mineros del Sáhara descubiertos recientemente, pero el rey Mohammed V rechazó la oferta francesa, subrayando que el problema fronterizo se resolvería con las autoridades argelinas tras la independencia de Argelia de Francia (años más tarde se vería que no sería así). El objetivo de Francia con esta propuesta era detener el apoyo de Marruecos a la revolución argelina, ya que proporcionaba armas a los revolucionarios y albergaba a sus líderes en la ciudad de Uchda, y de paso, mantener un cierto control del Protectorado Francés de Marruecos «anexionando» mediante un redibujo de las fronteras los nuevos yacimientos minerales encontrados en lado argelino.
El 13 de marzo de 1963, el rey Hassan II, sucesor de Mohamed V muerto en 1961, llevó a cabo su primera visita a Argelia tras su independencia, donde le recordó a su homólogo argelino, Ben Bella, el acuerdo firmado con el gobierno interino argelino sobre el estado de las fronteras entre los dos países creados por el colonialismo francés. Tras la visita del Rey de Marruecos a Argelia, estalló una guerra mediática entre ambos países, ya que Argelia declaró que Marruecos tiene ambiciones expansionistas en la región, mientras que Marruecos vio las acusaciones argelinas respaldadas por Egipto liderado por Gamal Abdel Nasser, lo que suponía una amenaza de la unidad del país. Gamal Abdel Nasser, el presidente egipcio de la época, clasificó a las monarquías árabes como regímenes reaccionarios y apoyó los movimientos revolucionarios contra ellos, saltando así la chispa que faltaba.

## Estallido de la guerra

El «Gran Marruecos» reivindicado por el Istiqlal en 1956

Las tensiones entre Marruecos y Argelia están aumentando gradualmente, y ninguna de las partes quiere correr el riesgo de retroceder. Desde 1962, Tinduf es la sede de los incidentes: en el referéndum de independencia, los habitantes indican en su boletín: "SÍ a la independencia, pero somos marroquíes". Los
dos países comienzan a reforzar su presencia militar a lo largo de la frontera y la prensa comienza a difundir abusos: los guardias fronterizos argelinos expulsan a 50 marroquíes asentados en la zona de Colomb Bechar. Como represalia, los marroquíes hicieron lo mismo con unos 60 argelinos en la zona de
Uchda. La situación se fue complicando, llegando el Gobierno argelino a declarar el cierre de la frontera en las zonas de Tinduf y Colomb Bechar, así como a anunciar la nacionalización de unos 150 000 marroquíes.
La primera fase de la guerra se caracteriza por la lucha por el control de los puestos fronterizos de Hassi Beida y Tinyub. Durante el mes de septiembre suceden hechos entre ambos países que provocan que las relaciones se enrarezcan gravemente. Ben Bella, ve su posición amenazada por una insurrección originada en la zona de Cabilia y liderada por el Frente de las Fuerzas Socialistas (FFS) de Husein Aït Ahmed. De inmediato, Ben Bella en un discurso pronunciado a raíz de la insurrección cabileña el 30 de septiembre acusa a Hassan II de aportar tropas en la frontera como apoyo a estos rebeldes, sin embargo, estas acusaciones serán negadas por el gobierno marroquí. Por su parte, la prensa marroquí había acusado al presidente argelino de apoyar el supuesto complot de julio de 1963 por el que se detuvieron a numerosos miembros de la UNFP y la prensa argelina, a su vez, atacó al régimen monárquico.
A principios del mes de octubre ambos países refuerzan su presencia militar en la frontera. Ben Bella alegando un conflicto inminente invoca el 3 de octubre una cláusula constitucional que le dota de poderes absolutos ante una emergencia nacional. Ante la creciente tensión, Argelia y Marruecos deciden reunirse y sus respectivos ministros de Asuntos Exteriores, Abdelaziz Buteflika y Ahmed Guedira, mantienen un encuentro en Uchda (Marruecos) el 5 de octubre, acompañados de los embajadores Mohamed Aouad y Saad Dahlab, así como del representante especial de Ben Bella para asuntos intermagrebíes, Muhammad Yazid. En dicho encuentro ambas partes acordaron dar punto final a las campañas de prensa hostiles, permitir a las comunidades fronterizas llevar una vida normal de nuevo y no hacer nada que agravase la situación. Por último, se concertó una nueva cita en Tremecén el 10 de octubre para continuar las conversaciones.
El 7 de octubre el ministro de defensa argelino anuncia que Marruecos ha aceptado retirarse de la frontera, de manera que Ben Bella puede concentrar sus fuerzas en reprimir la rebelión de Cabilia que ha estallado una semana antes, sin embargo, al día siguiente, Argelia denuncia un incidente fronterizo en la zona de Colomb Bechar provocado por los marroquíes y que deja diez bajas. Estos hechos provocan una serie de idas y venidas entre Rabat y Argel de emisarios oficiales.
El 14 de octubre Argelia denuncia claramente que las fuerzas marroquíes invaden territorio argelino. Según los argelinos, se trata de una invasión por parte de miles de soldados apoyados por tanques y aviones, mientras que fuentes militares marroquíes insisten en negar que se trate de la invasión de
territorio argelino, sino que se trata de la recuperación de dos puestos en territorio marroquí. Esta divergencia tan patente entre las versiones marroquí y argelina de lo que está ocurriendo se debe a que los mapas de la zona publicados en los años 50 lo sitúan dentro de Marruecos, pero que en los últimos
dibujados por Francia el límite está en el río Draa, más al norte. Es decir, los mapas fueron modificados después de la independencia de Marruecos y antes de la de Argelia.
El 18 de octubre se abre un nuevo frente en el conflicto fronterizo al atacar Argelia la ciudad de Ich, una localidad al norte de Figuig, lejos de la zona de Hassi Beida y Tinyub. El punto de inflexión en el conflicto tuvo lugar el 20 de octubre, el mismo día en que la Liga Árabe y Gamal Abdel Nasser toman la iniciativa de intentar mediar en el conflicto, salta la noticia de que Marruecos ha capturado un helicóptero argelino con nueve oficiales, de los cuales cuatro son egipcios y entre ellos se encontraba el futuro presidente Hosni Mubarak. La intervención de la RAU a partir de entonces es explotada por las autoridades marroquíes como una prueba determinante de que la actitud de Argelia, con ayuda militar exterior, es la de derrocar al monarca alauí.
El día 23, soldados marroquíes atacaron el puesto de Hassi-Taghucht, a 90 km al sur de Tauz, mientras que unidades argelinas intentaron cercar el puesto de Usada, a 10 km de Zedgu. Los dos ataques fueron rechazados. Por su parte, el ejército argelino lanza su último contraataque contra Hassi Beida con material pesado y al ser rechazado, se retira dejando casi un centenar de muertos sobre el terreno. El 27 de octubre se anunció en Marrakech el cese del fuego mientras, en la depresión de Hassi Beida, las tropas marroquíes ocupaban todas las crestas circundantes. Se anunció entonces, una conferencia de paz en Bamako entre Ben Bella y Hassan II, con la mediación de Haile Selassie y el presidente Modibo Keita de Mali. La conferencia tuvo lugar el día 30 de octubre y puso fin oficialmente a las hostilidades.

## Internacionalización del conflicto
Al poco tiempo de estallar el conflicto surgen varias iniciativas de mediación, consistentes básicamente en la celebración de una reunión de los jefes de Estado implicados, acompañados de otros dirigentes que realizarían la labor de propiciar la negociación de un alto el fuego. Entre otras, destacan las propuestas de la Liga Árabe, Túnez y Libia serán consideradas, pero finalmente descartadas. La principal razón por la que estas iniciativas no se consolidan es que alguna de las dos partes, ya sea Marruecos o Argelia, no la considera imparcial. Así, los marroquíes no estiman como neutral a una Liga Árabe demasiado “nasserista”, ni los argelinos ven con buenos ojos que el presidente Burguiba medie en un asunto fronterizo muy similar a otro que Túnez tiene pendiente con Argelia.
Una vez empezado el conflicto, el 19 de octubre la Liga Árabe se reúne de emergencia para adoptar una resolución llamando al alto el fuego entre ambas partes, lo que se hace llegar a Ben Bella y Hassan II por telégrafo. Una segunda reunión tiene lugar al día siguiente en el que se pide la retirada a posiciones anteriores al estallido del conflicto y se crea una comisión de mediación compuesta por Túnez, Líbano, Libia, la RAU, el entonces presidente de la organización y el secretario general de la Liga Árabe. Además, se solicita a las dos partes que faciliten la labor de la comisión en todo lo que sea posible, incluyendo el cese de las hostilidades a nivel mediático. Gamal Abdel Nasser interviene de manera directa liderando la iniciativa de la Liga Árabe y enviando una misiva a Hassan II el 20 de octubre en la que le urge a detener el conflicto. En dicha carta, después de reprochar el ataque marroquí y justificar el apoyo de la RAU a Argelia, el rais repite en lo esencial lo decidido por la Liga, es decir, propone el cese de hostilidades, el retorno a posiciones anteriores al 8 de octubre y la celebración de una reunión de los jefes de Estado norteafricanos.
Sin embargo, la labor más persistente en favor de un arreglo pacífico es la de Haile Selassie, emperador de Etiopía y padre fundador de la Organización para la Unidad Africana (OUA). El emperador enseguida trató de promover una negociación y emprende una intensa actividad diplomática, desafortunadamente, su labor de mediación se verá obstaculizada por las posiciones enfrentadas de marroquíes y argelinos, que se muestran irreconciliables. Como condición previa a un alto el fuego, los marroquíes solicitaban que Argelia reconociese que el problema fronterizo existía y accediese a negociar la frontera. Por su parte, los argelinos rechazaban tal extremo, escusándose en la Carta fundacional de la OUA que defiende Internacionalización del conflicto el statu quo en materia de fronteras, pues aunque éstas eran un legado colonial se consideraban un mal menor en prevención de conflictos regionales, y exigían que Marruecos se retirase sin condiciones de lo que consideraban territorio argelino, sí no lo hacía, Argelia no aceptaría un alto el fuego.
Por otra parte, Habib Burguiba fue especialmente insistente con su propuesta de mediación, que fundamentalmente consistía en la celebración de una conferencia de ministros de Asuntos Exteriores de los Estados magrebíes el 28 de octubre y, posteriormente, una cumbre entre los tres jefes de Estado en Bizerta. El gobierno argelino, además, consideraba que Túnez era parte interesada en este conflicto, pues como Marruecos reivindicaba la soberanía de ciertos territorios del Sáhara que en aquel momento estaban bajo el control de Argelia. Finalmente, los tunecinos propusiesen abandonar su reclamación si se conseguía alcanzar un acuerdo entre los países magrebíes para realizar una explotación conjunta de los recursos del Sáhara.
El secretario general de la ONU, U-Thant, era partidario de evitar la intervención de este organismo internacional a toda costa, pues éste argumentaba que mientras existiesen iniciativas regionales, ya fuesen magrebíes o africanas, prefería no actuar. Por su parte, Estados Unidos también compartía la
valoración que hacía U-Thant de los riesgos de involucrar a la organización internacional, pues temían que llevar la cuestión fronteriza a la ONU, solo conseguiría internacionalizar el conflicto, sometiéndolo a la dinámica bipolar de tensiones entre Bloques. Al lado opuesto de estas consideraciones se encontraban Marruecos y España, que sí veían necesaria la intervención de la ONU, aunque no se atreverían a solicitarlo oficialmente sin el apoyo de los países occidentales con peso en el Consejo de Seguridad.
Francia optó por intentar mantenerse neutral, pues al margen de otras razones, tenía importantes intereses en Argelia. La política del gobierno francés, por tanto, fue la de esforzarse por aparentar una total neutralidad a la vez que intentaba ejercer su influencia para que la situación no se agravase y terminase minando sus intereses en el Norte de África. Por todo ello, Francia prefería la discreción a la crítica abierta al régimen revolucionario argelino.
Uno de los factores que hicieron saltar las alarmas en las cancillerías occidentales fue la intervención de Cuba en este conflicto. Semejante intervención suponía el riesgo de internacionalización del conflicto y su agravamiento en el marco bipolar propio de la Guerra Fría. El apoyo cubano al FLN argelino
comienza en octubre de 1961, cuando un representante del gobierno cubano se entrevistó con el presidente del Gobierno Provisional de la República Argelina en Túnez y acordaron lo que se convertiría en la primera ayuda militar cubana a un país africano, y que consistió en armamento de manufactura estadounidense. Las armas se desembarcaron en Casablanca y fueron transportadas hasta Uchda. Enseguida comenzaron también relaciones de cooperación argelo-cubana en otros ámbitos como el envío de médicos cubanos, la atención médica a heridos en Cuba, la acogida de niños huérfanos argelinos, etc. Así, cuando estalló la Guerra de las Arenas, días después de la toma de Hassi Beida y Tinyub por los marroquíes, Ben Bella pidió ayuda a Cuba, que fue concedida en apenas unas horas por Fidel Castro. La reacción de Marruecos ante esto es la de romper sus relaciones diplomáticas con Cuba el 31 de octubre y llamar a consultas a sus embajadores en Siria y en la RAU.
En cuanto a España, el gobierno empezó a mostrar preocupación por la expansión de regímenes e ideologías revolucionarias y el consiguiente potencial de riesgo de desestabilización en la región norteafricana. El gobierno español mantuvo su postura de que solo actuaría en concierto con las naciones occidentales, sobre todo Francia y Estados Unidos y que, de momento, pedía formalmente a ambas partes en conflicto que negociasen un arreglo pacífico.